# Диспергирование
Дисперги́рование (от лат. dispersio — рассеяние), эмульгирование, эмульга́ция (от лат. emulgeo — дою, выдаиваю) — тонкое измельчение твёрдых тел или жидкостей, в результате чего получают порошки, суспензии, эмульсии. При диспергировании твёрдых тел происходит их механическое разрушение. В лабораториях и промышленности для диспергирования твёрдых тел используют мельницы различных видов (вибрационные, шаровые, струйные и др.), для жидкостей применяют гомогенизаторы, высокоскоростные мешалки пропеллерного или турбинного типа.

## Некоторые термины
Дисперсная система — система, в которой одно вещество (дисперсная фаза) распределено в среде другого (дисперсионная среда) так, что между частицами дисперсной фазы и дисперсионной средой есть граница раздела фаз. Характерным признаком дисперсионной среды является её непрерывность.
Золь — дисперсная система с твердочастичной дисперсной фазой, причём аэрозоль соответствует газообразной дисперсионной среде, а лиозоль (гидрозоль) — жидкой.
Диспергирование жидкостей обычно называют распылением, если оно происходит в газовой среде, и эмульгированием, когда его проводят в другой жидкости, не смешивающейся с первой.

## Методы диспергирования
- Вальцевание[источник не указан 4467 дней]
- Мокрая химия
- Осаждение из газовой фазы
- Плазменное распыление
- Размол вибрационными, планетарными, шаровыми и др. мельницами (для твердых тел)
- Самопроизвольное диспергирование
- Ударное сжатие (взрыв)
- Ультразвуковое диспергирование
- Экструзия